# Liste der Biografien/Thome
Liste der Biografien |
Portal Biografien |
Personensuche
# |
A |
B |
C |
D |
E |
F |
G |
H |
I |
J |
K |
L |
M |
N |
O |
P |
Q |
R |
S |
T |
U |
V |
W |
X |
Y |
Z |
?
 
Ta |
Tc |
Te |
Tf |
Tg |
Th |
Ti |
Tj |
Tk |
Tl |
Tm |
To |
Tq |
Tr |
Ts |
Tu |
Tv |
Tw |
Tx |
Ty |
Tz
 
Tha |
The |
Thi |
Thj |
Thn |
Tho |
Thr |
Thu |
Thw |
Thy
 
Thoa |
Thob |
Thod |
Thoe |
Thof |
Thog |
Thoh |
Thoi |
Thok |
Thol |
Thom |
Thon |
Thoo |
Thop |
Thor |
Thos |
Thot |
Thou |
Thov |
Thow |
Thoz
 
Thoma |
Thomb |
Thomc |
Thome |
Thomf |
Thomi |
Thomk |
Thomm |
Thomo |
Thomp |
Thoms
Die Liste der Biografien führt alle Personen auf, die in der deutschsprachigen Wikipedia einen Artikel haben. Dieses ist eine Teilliste mit 40 Einträgen von Personen, deren Namen mit den Buchstaben „Thome“ beginnt.

## Thome
- Thome, Alfons (1915–2006), deutscher Religionspädagoge
- Thomé, Christian (* 1970), deutscher Jazz-Schlagzeuger
- Thome, Emerson (* 1972), brasilianischer Fußballspieler
- Thome, Felix (* 1966), deutscher Kirchenhistoriker
- Thomé, Francis (1850–1909), französischer Komponist
- Thomé, Franz (1807–1872), österreichischer Theaterdirektor und Schauspieler
- Thome, Gabriele (1951–2003), deutsche Klassische Philologin und Hochschullehrerin
- Thome, Georg († 1881), deutscher Bürgermeister  und Mitglied des Provinziallandtages der Provinz Hessen-Nassau
- Thome, Gisela (* 1938), deutsche Sprach- und Übersetzungswissenschaftlerin
- Thomé, Heinz-Josef (1925–1991), deutscher Politiker (SPD), MdL
- Thome, Helmut (* 1945), deutscher Soziologe
- Thomé, Horst (1947–2012), deutscher Germanist und Literaturwissenschaftler
- Thome, Hubert (1892–1970), deutscher Landwirt und Politiker (Zentrum, CDU), MdL
- Thomé, Ingeborg (1925–2017), deutsche Fernsehjournalistin
- Thomé, Jean (1933–1980), deutscher Sänger und Schauspieler
- Thome, Jim (* 1970), US-amerikanischer Baseballspieler
- Thome, Johannes (* 1967), deutscher Psychiater und Hochschullehrer
- Thome, John Macon (1843–1908), US-amerikanisch-argentinischer Astronom
- Thome, Lore (1931–2015), deutsche Sozialwissenschaftlerin
- Thome, Marga Ingeborg (* 1942), deutsch-isländische Krankenschwester und Hochschullehrerin (Pflegewissenschaft)
- Thomé, Otto Wilhelm (1840–1925), deutscher Botaniker, Illustrator und Pädagoge
- Thome, Rainer (* 1948), deutscher Wirtschaftswissenschaftler und Hochschullehrer
- Thome, Rudolf (* 1939), deutscher Regisseur
- Thome, Stephan (* 1972), deutscher Philosoph und Schriftsteller
- Thomé, Wilhelm (1809–1846), deutscher Augenarzt, Geburtshelfer und Klinikleiter
- Thomé-Kozmiensky, Karl J. (1936–2016), deutscher Ingenieur, Professor an der Technischen Universität Berlin, Verlagsinhaber und Veranstalter von Konferenzen und Kongressen
- Thome-Patenôtre, Jacqueline (1906–1995), französische Politikerin, Mitglied der Nationalversammlung, MdEP

### Thomee
- Thomée, Fritz (1862–1944), deutscher Verwaltungsjurist und Landrat
- Thomée, Jan (1886–1954), niederländischer Fußballspieler

### Thomel
- Thömel, Tino (* 1988), deutscher Radrennfahrer

### Thomer
- Thomer, Udo (1945–2006), deutscher VolksschauspielerUdo Thomer (1945–2006)

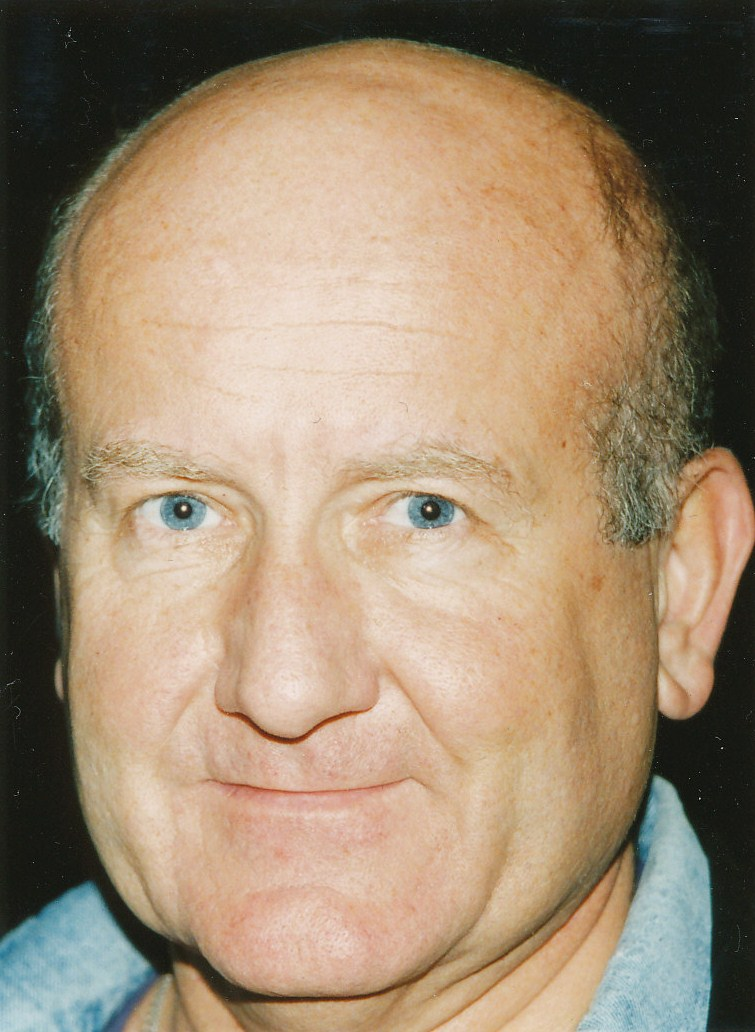
Udo Thomer (1945–2006)

- Thomerson, Jamie E. (1935–2015), US-amerikanischer Ichthyologe und Hochschullehrer
- Thomerson, Ryan (* 1994), australischer Snookerspieler
- Thomerson, Tim (* 1946), amerikanischer Schauspieler
- Thomert, Olivier (* 1980), französischer Fußballspieler

### Thomes
- Thomes, Johannes (1896–1955), römisch-katholischer Priester
- Thomes, Paul (* 1953), deutscher Historiker
- Thomése, P.F. (* 1958), niederländischer Schriftsteller

### Thomet
- Thometz, Nick (* 1963), US-amerikanischer Eisschnellläufer

### Thomey
- Thomey, Emily (* 1981), deutsch-kanadische Kulturjournalistin